# 马萨马里蒂马主教座堂

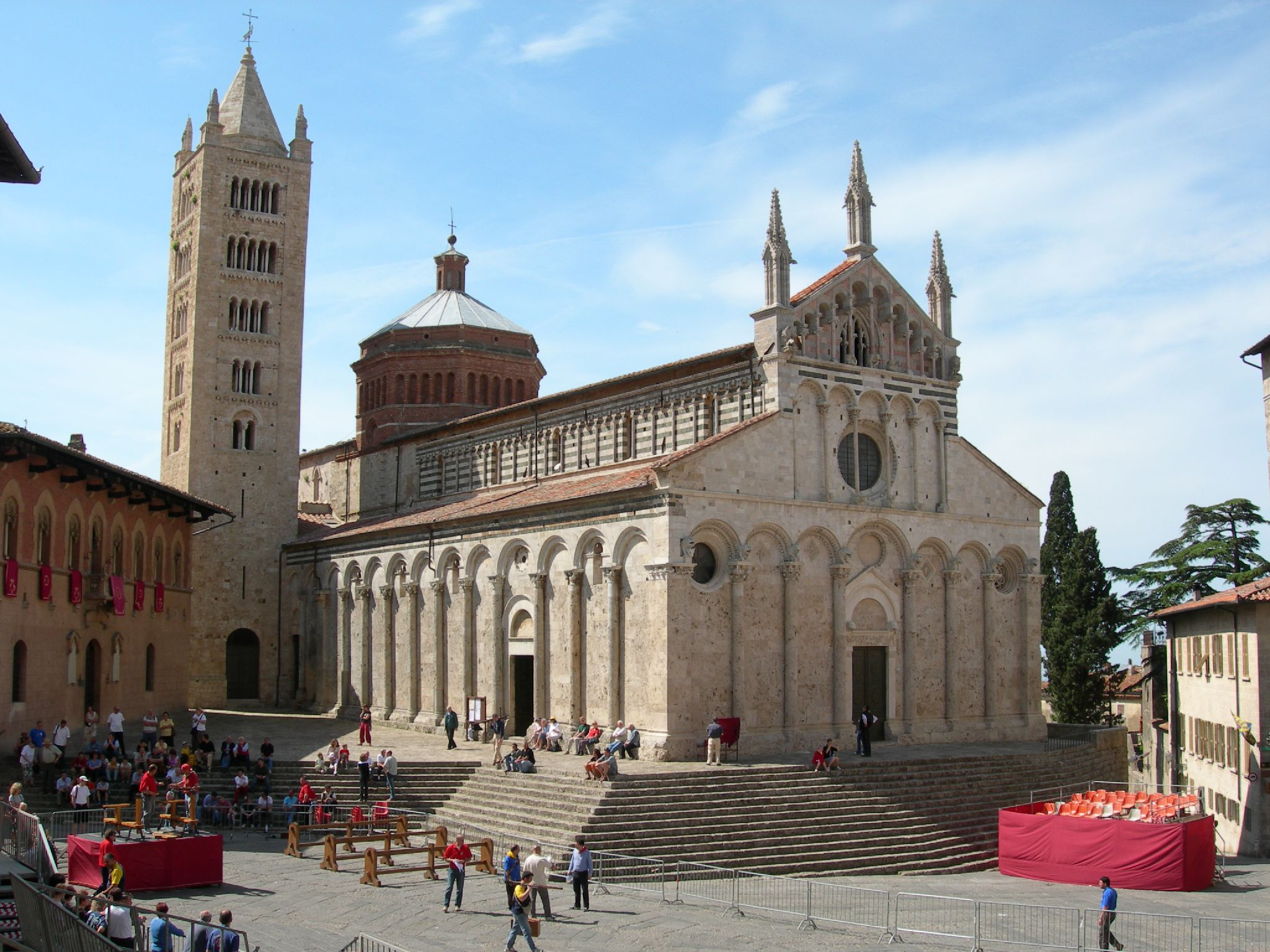

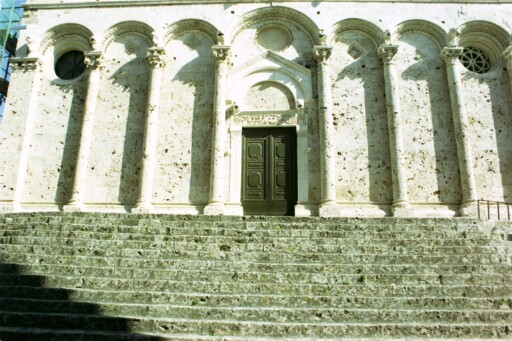

马萨马里蒂马圣塞伯尼尤斯主教座堂（義大利語：Cattedrale di San Cerbone）位于意大利托斯卡纳大区马萨马里蒂马，是天主教马萨马里蒂马-皮翁比诺教区的主教座堂。
该堂为拉丁十字平面，长58.72米，宽18米。钟楼下部为13世纪原物，而上部为19世纪增建。